# Kolymské pohoří
Kolymské pohoří je pohoří nacházející se ve východní části Ruska v Magadanské oblasti. Táhne se od Ochotského moře a je zároveň součástí Sibiře. Nejvyšší vrchol Omsukčanskij chrebet dosahuje 1962 m n. m.